# Đội Bình, Yên Sơn
Đội Bình là một xã thuộc huyện Yên Sơn, tỉnh Tuyên Quang, Việt Nam.
Xã Đội Bình có diện tích 20,81 km², dân số năm 1999 là 6.303 người, mật độ dân số đạt 303 người/km².